# ISO 3166-2:UA
ISO 3166-2:UA es la entrada para Ucrania en ISO 3166-2, parte de los códigos de normalización ISO 3166 publicados por la Organización Internacional de Normalización (ISO), que define los códigos para los nombres de las principales subdivisiones (p.ej., provincias o estados) de todos los países codificados en ISO 3166-1.
En la actualidad, para Ucrania, los códigos ISO 3166-2 se definen para 24 regiones, 1 república y 2 ciudades, incluyendo códigos para la República Autónoma de Crimea ay Sebastopol que siguen siendo internacionalmente reconocidas como parte de Ucrania aunque de facto están administradas por la Federación Rusa desde 2014. las dos ciudades tienen un estatus especial, equiparable al de las regiones.
Cada código consta de dos partes, separadas por un guion. La primera parte es UA, el código ISO 3166-1 alfa-2 para Ucrania. La segunda parte tiene
dos cifras, que se toman del patrón local KOATUU (Ucraniano: КОАТУУ), salvo las siguientes excepciones:
- El Oblast de Chernivtsi toma el  77 (su código KOATUU es 73)
- El Oblast de Luhansk  toma el  09 (su código KOATUU es 44)
- La República Autónoma de Crimea toma el  43 (su código KOATUU es 01)
- La Ciudad de Kiev  toma el  30 (su código KOATUU es 80)
- La Ciudad de Sebastopol  toma el  40 (su código KOATUU es 85)

## Códigos actuales
Los nombres de las subdivisiones se ordenan según el estándar ISO 3166-2 publicado por la Agencia de Mantenimiento ISO 3166 (ISO 3166/MA).
Pulsa sobre el botón en la cabecera para ordenar cada columna.
| Código | Nombre de la subdivisión (uk) (Nacional 2010 = UN X/9 2012) | Categoría de la subdivisión | Observaciones                   |
| ------ | ----------------------------------------------------------- | --------------------------- | ------------------------------- |
| UA-71  | Cherkasy                                                    | óblast                      |                                 |
| UA-74  | Chernígov                                                   | óblast                      |                                 |
| UA-77  | Chernivtsí                                                  | óblast                      |                                 |
| UA-12  | Dnipropetrovsk                                              | óblast                      |                                 |
| UA-14  | Donetsk                                                     | óblast                      |                                 |
| UA-26  | Ivano-Frankivsk                                             | óblast                      |                                 |
| UA-63  | Járkov                                                      | óblast                      |                                 |
| UA-65  | Jersón                                                      | óblast                      |                                 |
| UA-68  | Jmelnitski                                                  | óblast                      |                                 |
| UA-35  | Kirovogrado                                                 | óblast                      |                                 |
| UA-32  | Kiev                                                        | óblast                      |                                 |
| UA-09  | Lugansk                                                     | óblast                      |                                 |
| UA-46  | Leópolis                                                    | óblast                      |                                 |
| UA-48  | Mykoláiv                                                    | óblast                      |                                 |
| UA-51  | Odesa                                                       | óblast                      |                                 |
| UA-53  | Poltava                                                     | óblast                      |                                 |
| UA-56  | Rivne                                                       | óblast                      |                                 |
| UA-59  | Sumy                                                        | óblast                      |                                 |
| UA-61  | Ternópil                                                    | óblast                      |                                 |
| UA-21  | Zakarpatia                                                  | óblast                      |                                 |
| UA-07  | Volinia                                                     | óblast                      |                                 |
| UA-05  | Vínnytsia                                                   | óblast                      |                                 |
| UA-23  | Zaporiyia                                                   | óblast                      |                                 |
| UA-18  | Zhytómyr                                                    | óblast                      |                                 |
| UA-43  | Crimea                                                      | República Autónoma          | Administrada de facto por Rusia |
| UA-30  | Kiev                                                        | Ciudad                      |                                 |
| UA-40  | Sebastopol                                                  | Ciudad                      | Administrada de facto por Rusia |